# Edith Koerber
Edith Koerber (* 1949 in Stuttgart) ist eine deutsche Schauspielerin, Regisseurin, Intendantin und Mitbegründerin des 1975 entstandenen Theaters tri-bühne, eines Schauspieltheaters in Stuttgart, das sie seit 1982 leitet.

## Leben und Wirken
Bereits in jungen Jahren sammelte Koerber in Stuttgart Bühnenerfahrung durch ihr Engagement im Kinderchor des Staatstheaters. Ihr erstes Studium absolvierte sie ebenfalls in Stuttgart, im Fach Schauspiel an der Staatlichen Hochschule für Musik und Darstellende Kunst. Nach einigen Jahren war sie dort selbst als Dozentin tätig. Hier lernte sie auch ihren ersten Mann, Michael Koerber, kennen, den sie 1970 heiratete. Im Anschluss studierte Edith Koerber an der Staatlichen Hochschule für Musik und Darstellende Kunst in Frankfurt am Main Ballett. In den darauf folgenden Jahren hatte sie verschiedene Engagements in Tübingen, Esslingen am Neckar, Marburg und Moers.
1975 gründete sie gemeinsam mit Michael Koerber das Theater tri-bühne. Begonnen als freie Gruppe, hat das Ensemble seit 1979 eine feste Studiobühne im Stuttgarter Tagblatt-Turm. Nach dem Tod ihres Mannes 1982 übernahm Koerber zusammen mit Géza Révay (1939–2023) die Leitung des Theaters, mit dem sie seit 1984 verheiratet war. Beinahe alle Theaterproduktionen der darauf folgenden Jahre wurden von ihr selbst inszeniert. Bei der Ausrichtung ihres Theaters legt sie besonderen Wert auf die gesellschaftliche Relevanz der porträtierten Themen: „Was ist eigentlich die Essenz von Theater, was wollen wir erreichen? Glauben wir daran, dass man mit Stücken die Gesellschaft verändern kann? Wenn ich daran nicht mehr glaube, sondern nur denke: ich muss das Publikum bedienen, damit die Zuschauer was zu lachen haben, sollte ich aufhören. Nein, wir müssen auf der Bühne aktuelle Bezüge herstellen und darauf hinweisen, was in unserer Gesellschaft los ist.“

## Wichtigste Inszenierungen
- „Mario und der Zauberer“ nach Thomas Mann
- „Die Bakchen“ von Euripides
- „Eiche und Angora“ von Martin Walser
- „Der Diener zweier Herren“ von Goldoni
- „Komödie der Irrungen“ von Shakespeare
- „Woyzeck“ von Büchner
- „1913“ von Sternheim
- „Krach im Hause Gott“ von Felix Mitterer
- „Das Fräulein Pollinger“ von Horváth/Krischke
- „Das Gewitter“ von Ostrowskij
- „Philotas“ von Lessing
- „Mein Aufstieg vom Tier zu einem menschenähnlichen Wesen“ von Kafka/Coetzee
- „Empfänger unbekannt“ von Kressmann Taylor
- „Die Braut von Messina“ von Schiller
- „Antigone“ von Sophokles

## Ehrungen
- 1982: Förderpreis der Stiftung der Württembergischen Hypothekenbank für Kunst und Wissenschaft für herausragende künstlerische Leistungen
- 2003: Tierschutzpreis Baden-Württemberg für „das Aufführen von Stücken zur Mensch-Tier-Beziehung“ (zusammen mit Géza Révay)
- 2006: Verdienstmedaille des Landes Baden-Württemberg
- 2007: PETAs Progress Award